# 초난강 (텔레비전 프로그램)
《초난강》(チョナン・カン 조난칸[*])은 2001년 4월 14일부터 방영되고 있는 일본 후지 TV의 버라이어티 프로그램이다.
인기그룹 SMAP의 멤버인 구사나기 쓰요시(草彅剛)가 진행하며, 방송명은 그의 한자표기의 한국어식 발음이다. 2004년 3월 20일에 일단 1기가 마무리 된 후에 2004년 4월 16일부터 속편 초난강 2가 방영이다. 일본어 표기는 "チョナン・カン[쵸낭캉]"으로 유성음이 아니라 무성음으로 표시되어 있다. 본 프로그램의 기획에 따라, 구사나기 쓰요시는 한국어 음반 발매, 한국 영화 출연등을 성사시켰으며, 한국 연예인들과의 인터뷰등 한국과 관련된 많은 소재를 다루고 있다.

## 프로그램 개요
인기그룹 SMAP의 멤버로 일본에서 유명한 구사나기. 그러나 일본 연예계는 그에게 기무라 다쿠야, 소리마치 다카시 등 쟁쟁한 인기 배우들이 포진하고 있어 어려운 상황이다. 그런 와중에 한국 영화 쉬리를 보고 주연배우인 한국의 인기스타 한석규의 연기가 자신과 닮았다는 사실을 알게 된다. "나도 한국에서 인기를 얻을 수 있잖을까?" 그런 생각이 든 구사나기는 자신만만하게 혈혈단신 한국으로 떠났으나, 충격적으로 한국에서는 무명에 가깝다는 사실을 알고는 충격을 받는다. 서울 한복판에서 구사나기는 외친다. "기억해 주십시오!" "저는 초난강입니다" 초난강의 도전은 시작되었다!

## 주요 기획
- 한국 유명인과의 대담
- 한국 일반시민과의 인터뷰 및 교류기획
- 한국어 드라마 제작
- 방한 기획, 한국 미디어 출연 등
- 음반 〈정말 사랑해요〉 발매 영화 호텔 비너스 제작

## 한국인 게스트

### 배우
- 감우성
- 공유
- 권상우
- 권해효
- 김선아
- 김승우
- 김정은
- 김정훈
- 김하늘
- 김혜수
- 김희선
- 류시원
- 박은혜
- 배두나
- 배용준
- 손예진
- 안성기
- 강지환
- 양동근
- 원빈
- 유지태
- 이서진
- 이준기
- 이영애
- 이완
- 이한
- 장근석
- 재희
- 정준호
- 지현우
- 차승원
- 차태현
- 하지원
- 한석규

### 가수
- 비
- 선민
- 신혜성(신화)
- 에릭(신화)
- SG 워너비
- 왁스
- 이수영
- 타이거 JK(드렁큰타이거)
- 홍경민

### 기타
- 김기덕(영화감독)
- 최현우(마술사)
- 정용기(영화감독)